# Tretzyklus
Unter dem Tretzyklus versteht man im Radsport den Bewegungsablauf (die Tretbewegung) im Verlaufe einer Kurbelumdrehung. Es handelt sich damit um die kleinste, in gleicher Form stetig wiederholte Bewegungseinheit beim Radfahren.

## Grundsätzliches
Der Tretzyklus erstreckt sich über eine volle Umdrehung um die Tretlagerachse und wird in der Regel mit großer Wiederholungsanzahl kontinuierlich ausgeführt. Beim Aufsetzen des Fußes auf das Pedal entsteht eine Verbindung zwischen Tretkurbel und unterer Extremität. Zu unterscheiden sind Treten im Sitzen und Trettechniken, bei denen der Fahrer sich aus dem Sattel erhebt und „im Stehen“ fährt, wie beim sogenannten Wiegetritt. Bei Verwendung von sogenannten „Sicherheitspedalen“, die meist als Hakenpedal oder Klickpedal bezeichnet werden, ist der Schuh fest an die Pedale gekoppelt, so dass Kräfte in allen Richtungen auf das Pedal und die Tretkurbel ausgeübt werden können.
Wegen der Gleichförmigkeit bei der Bewegungswiederholung eignet sich der Tretzyklus gut für eingehende Untersuchungen, etwa in der Biomechanik. Ziel der Untersuchungen ist meist die Ökonomisierung der Leistungserbringung, also die Erhöhung des Wirkungsgrades der Tretbewegung. Untersuchungsgegenstand sind dabei die erbrachte Leistung sowie auftretende Momente und Kräfte. Eine Fokussierung auf die Kräfte führte zu einem Leitbild, das unter dem Namen „Runder Tritt“ bekannt ist. Ein Manko dieser Idealvorstellung ist, dass darin nicht die im Radsport letztlich wichtige Größe Leistung abgebildet wird. Eine Erklärung, wie die Muskelleistung auf den Antrieb übertragen wird, lässt sich daraus nicht ableiten.

## Phasen
Die Phasen des Tretzyklus sind Gegenstand umfangreicher Untersuchungen der Tretbewegung eines Radrennfahrers. Im Mittelpunkt stehen dabei die Kurve des Drehmoments über der Zeit und ihr typischer Verlauf in den vier Hauptsektoren des Tretzyklus.
Zur besseren Verständlichkeit orientiert man sich bei der Abgrenzung der Phasen am Zifferblatt einer Uhr.

### Druckphase
Bei einem stehenden oder nicht allzu weit hinter dem Tretlager sitzenden Fahrer und einer Tretbewegung im Uhrzeigersinn findet der größte Krafteintrag in dem Bereich der Druckphase statt, die etwa von „halb zwei“ (45°) bis „halb fünf“ (135°) reicht. Je weiter der Fahrer hinter oder bei manchen Liegerädern letztlich sogar unter dem Tretlager sitzt, desto mehr verschiebt sich dieser Bereich entgegen dem Uhrzeigersinn. Das Drehmoment bleibt über die gesamte Druckphase auf hohem Niveau.

### Zugphase (Gleitphase)
Die Zugphase liegt bei einem Rennrad etwa zwischen „halb fünf“ (135°) und „halb acht“ (225°). In der Zugphase „gleitet“ der Fuß mit vergleichsweise geringem Krafteinsatz nach hinten – daher der alternative Ausdruck „Gleitphase“. Hierbei durchläuft der Fuß den unteren Totpunkt.
Da im Radrennsport generell Pedale verwendet werden, die durch feste Fixierung (früher „Haken und Riemchen“, heute Klickpedale) in jeder Phase des Tretzyklus tangentiale Kraftentwicklung ermöglichen, ist es grundsätzlich auch in der Zugphase möglich, ein hohes Drehmoment zu erzeugen.
Tatsächlich werden aber in der Zugphase in der Regel die geringsten Kräfte entwickelt. Eine Erklärung hierfür kann die Biomechanik bis heute nicht anbieten.

### Hubphase
Diese Phase wird missverständlicherweise gelegentlich ebenfalls „Zugphase“ genannt. Im Modell zwischen „halb acht“ (225°) und „halb elf“ (315°) angesiedelt, ist die Hubphase die schwächste Phase, was die Kraftwirkung anbetrifft. In Bezug auf den Krafteinsatz müssen hier schon relevante Kräfte aufgebracht werden, um das Bein (12 bis 15 kg) anzuheben. Hier tritt in der Regel ein negatives Drehmoment auf, d. h. das sich aufwärts bewegende Bein wird (zumindest zum Teil) mittels der Kraft des anderen, sich abwärts bewegenden Beins nach oben gehoben – obgleich Klickpedale prinzipiell ein aktives Heben ermöglichen. Indes trat in einer Studie gegen Ende des 20. Jahrhunderts auch bei Bahnradprofis olympischer Klasse und einer hohen Leistung von 300 Watt hier nur bei einem von acht Probanden ein leicht positives Drehmoment auf. Lediglich bei maximalen Anstrengungen – hohe Beschleunigung, Sprint (etwa im Wiegetritt) – oder beim Fahren im vorübergehend zu hohen Gang wird in dieser Phase wirklich Zug auf die Pedale ausgeübt.

### Schubphase
Diese Phase liegt zwischen „halb elf“ (315°) und „halb zwei“ (45°). Gute Stilisten auf dem Rad vermögen es, bereits in der Schubphase nennenswert hohe Kräfte auf das Pedal auszuüben und die Druckphase in einem fließenden Übergang einzuleiten. Dadurch wird die Schwäche der Zugphase (in der sich das jeweils andere Bein befindet) teilweise kompensiert, wenn auch in dieser Phase beide Beine zusammengenommen nicht in der Lage sind, ein Drehmoment auszuüben, das mit dem Drehmoment in Addition von Druck- und Hubphase vergleichbar wäre.

## Optimierung
„Der runde Tritt“ ist ein Begriff aus der Trainingslehre des Radsports. Das Ziel ist ein möglichst runder und flüssiger Ablauf der Tretbewegung. Nach dieser Idealvorstellung, die mittlerweile strittig ist, soll außer den Beinen selber der Körper sich möglichst in Ruhe befinden, da ein Schaukeln und Wippen des mittleren und oberen Teil des Körpers zu Energieverlusten führe. Zur effizienten Fortbewegung wird das Fahren mit erhöhter Trittfrequenz empfohlen, die von ungeübten Fahrern meist nicht erreicht werden kann, ohne in eine unangenehme und kräftezehrende Wippbewegung zu geraten.
Von „Traditionalisten“ unter den Trainern wird die Schulung des runden Tritts durch das Fahren mit sehr kleinen Übersetzungen, also mit hoher Trittfrequenz, empfohlen. Besonders im Wintertraining wurden auch Räder ohne Gangschaltung und mit starrem Antrieb („fixed gear“) verwendet, die ein schnelles Pedalieren erzwingen.
Die Betonung des runden Tritts hat auch zu Missverständnissen geführt, die allmählich aufgedeckt werden (s. Einzelnachweise und Literatur).
Empirische Untersuchungen belegen, dass sämtliche Radrennfahrer einschließlich der weltbesten Bahn- und Straßen-Fahrer weit davon entfernt sind, ein über den gesamten Tretzyklus gleichbleibendes Drehmoment zu erzeugen. Während das sehr geringe (meist leicht negative) Drehmoment in der Hubphase durch den sehr hohen Krafteinsatz der Druckphase des jeweils anderen Beins kompensiert wird, wird in Schubphase und Zugphase vergleichsweise wenig Leistung erbracht.
Optimierungen des Tretzyklus zielen auf eine Verbesserung des Krafteinsatzes in diesen Phasen und Harmonisierung der Übergänge zwischen den Phasen ab.
Eine technische Möglichkeit, den physiologisch bedingten, ungleichmäßigen Drehmomentverlauf zu glätten, wird unter anderem im Einsatz elliptischer Kettenblätter gesehen. Am bekanntesten sind die als „Biopace“ bezeichneten Kettenblätter des Herstellers Shimano. Ihre Wirkung ist umstritten. Auswertungen der Erfahrungen mit diesem Typ Kettenblättern kommen zu uneindeutigen Ergebnissen.
Dem Trainingsprinzip der Gegensätzlichkeit entsprechend wird der Tretzyklus nicht nur durch Fahrten mit kleinen Übersetzungen, sondern auch durch Fahrten mit sehr hohen Gängen und entsprechend niedriger Trittfrequenz trainiert.